# Хитцингское кладбище
Хитцингское кладбище (нем. Hietzinger Friedhof) — одно из самых известных кладбищ столицы Австрии — города Вены. Расположено в центральной части Хитцинга, тринадцатого района Вены, рядом с дворцово-парковым комплексом дворца Шёнбрунн, бывшей летней императорской резиденции Габсбургов.
Главный вход расположен по ул. Maxingstraße 15.

## История
Кладбище было освящено в 1786 году. За время своего существования несколько раз расширялось, в последний раз в 1922 году. Сейчас его площадь — 97 175 м² . Насчитывает около 11 200 захоронений.
С самого начала кладбище считалось местом захоронения богатых и знаменитых жителей столицы.
Состоит из двух частей. Старая часть — более скромная, где сооружены надгробия в стиле бидермейера. Новая часть содержит могилы более сложной конструкции, в зависимости от благосостояния семьи покойного.
На Хитцингском кладбище имеется 111 почётных захоронений, где покоятся выдающиеся деятели культуры, искусства, политики и спорта Австрии. Среди них, композиторы и музыканты  Альбан Берг, Готфрид фон Эйнем,
отец и сын Хельмесбергеры,
поэты и писатели Франц Грильпарцер, Александр Лернет-Холения, Ганс Ярай, художники Густав Климт и Коломан Мозер, скульптор Антон Ханак, режиссёры Губерт Маришка,  Карл Хартль, певцы Антон Дермота и  Генриетта Трефц, актриса Марта Харелль, балерина Фанни Эльслер, архитектор Отто Вагнер, учёный Карл Ауэр фон Вельсбах,
канцлер Австрии Энгельберт Дольфус, футболист Герхард Ханаппи и многие другие.

## Галерея

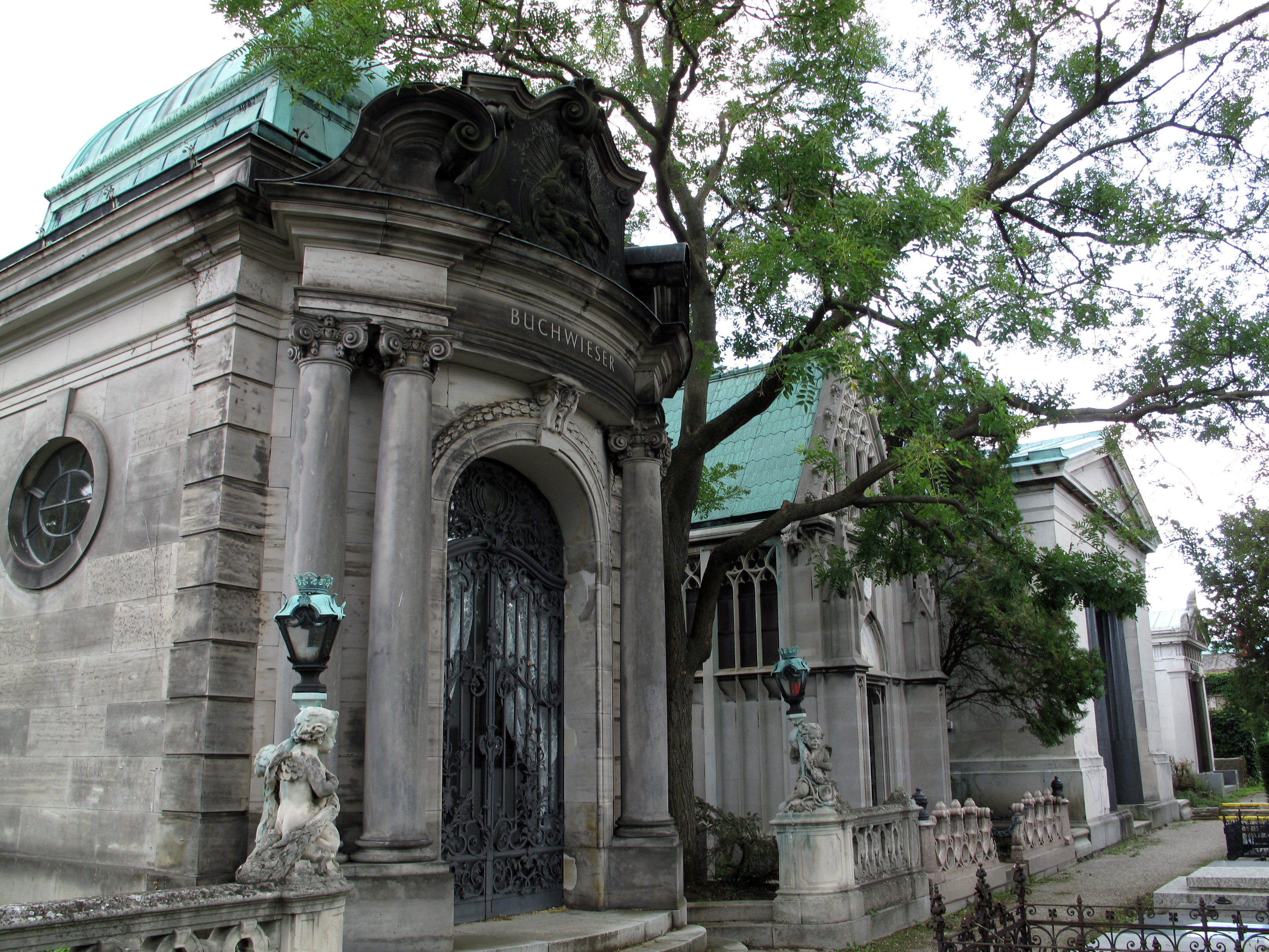
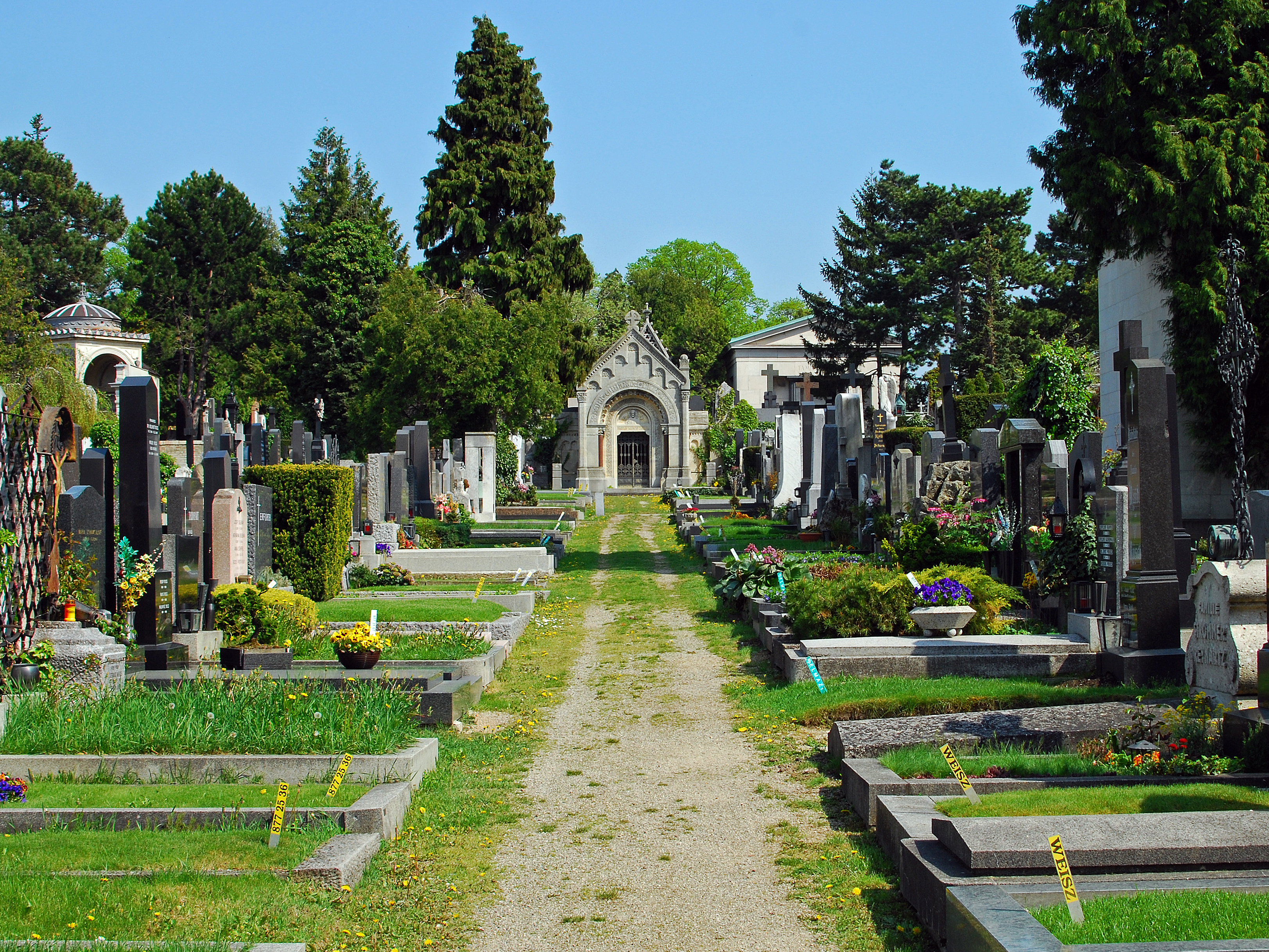
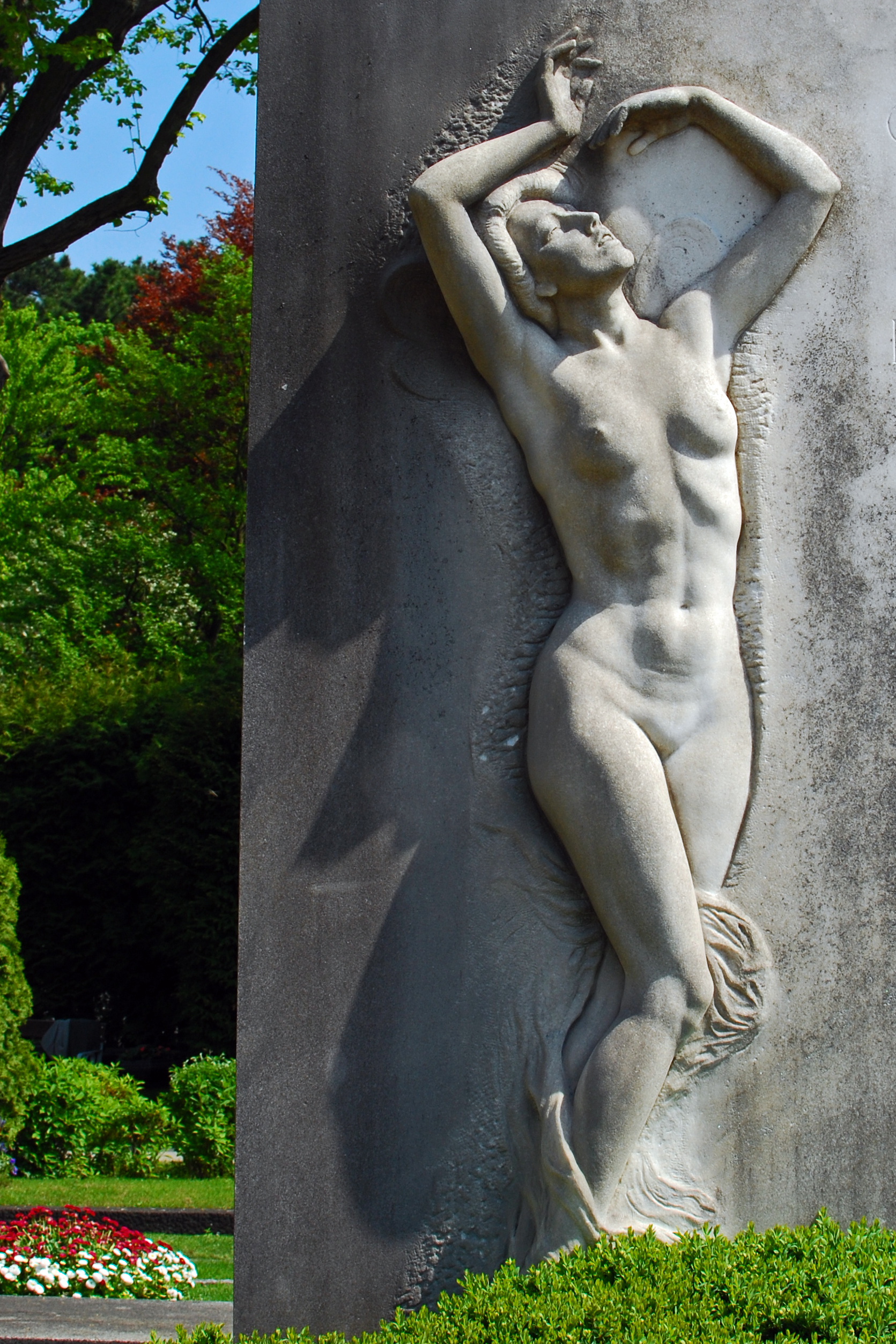
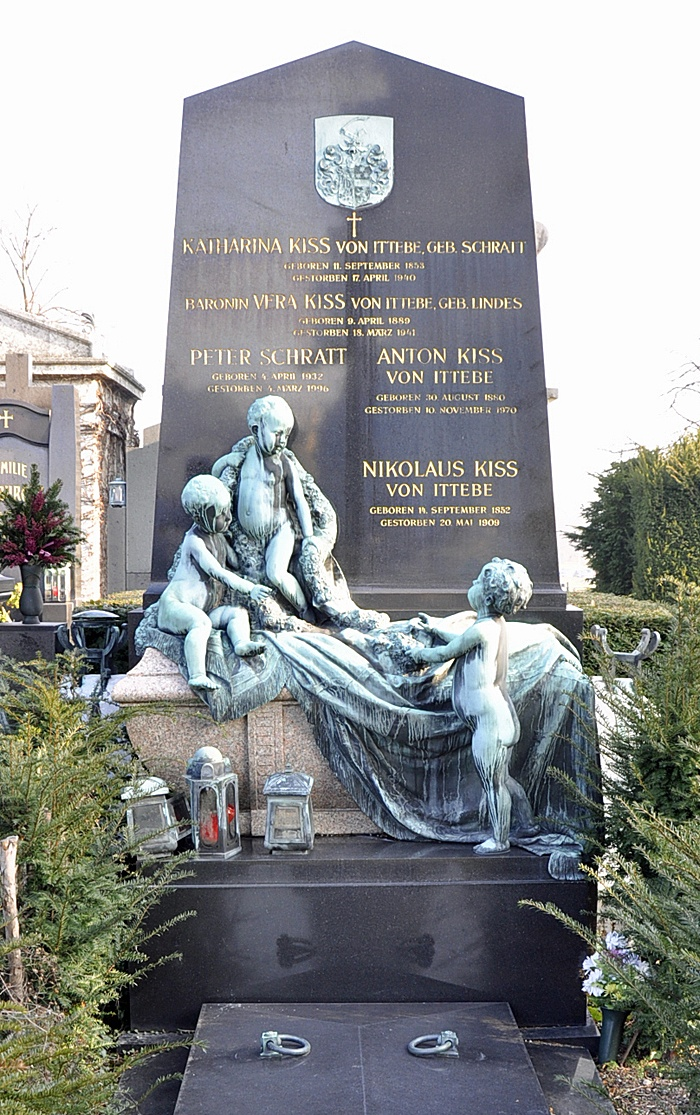
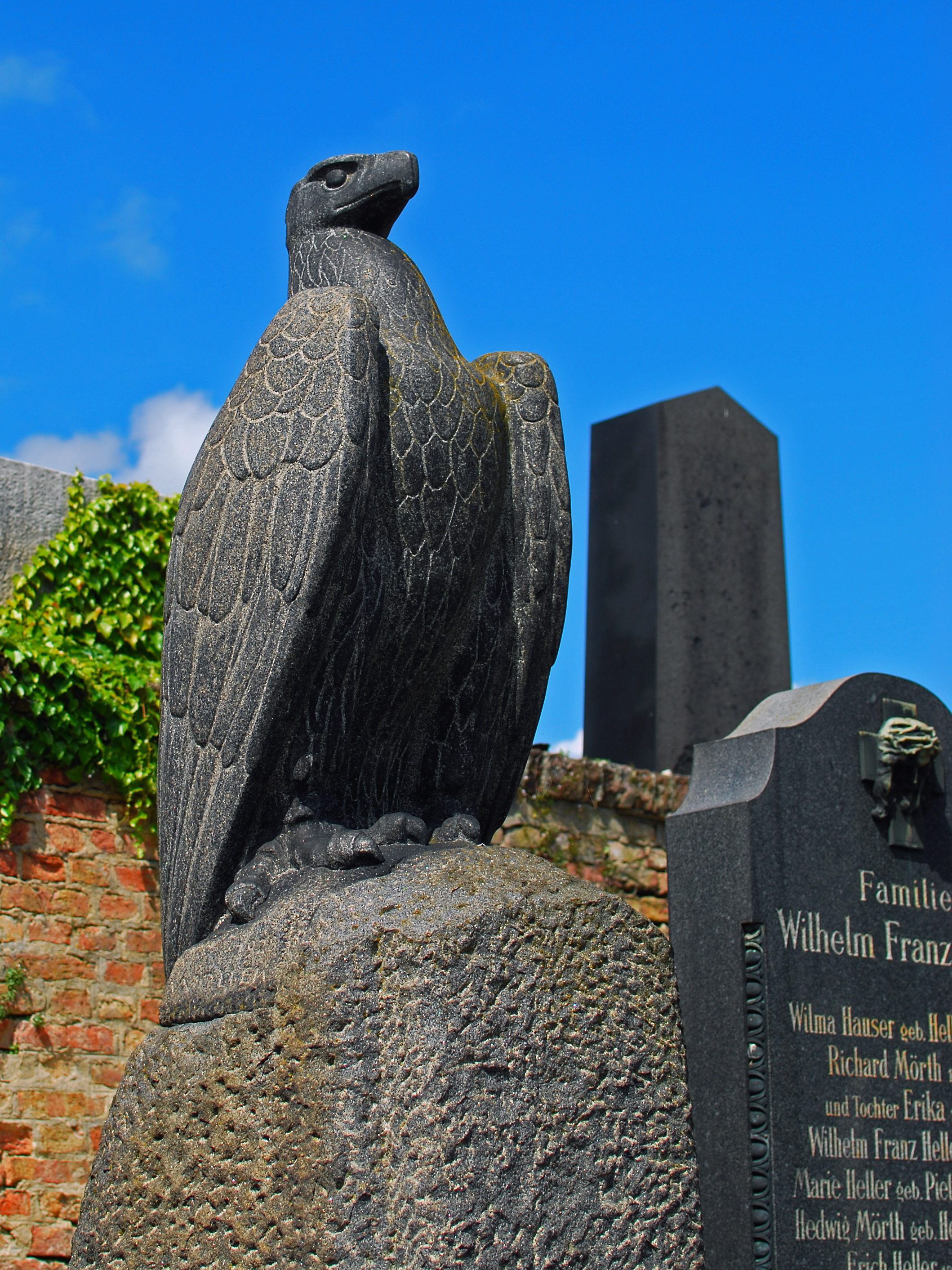